# Хальштейн, Ингеборга
Ингеборга Ха́льштейн (нем. Ingeborg Hallstein, род. 23 мая 1936, Мюнхен) — немецкая певица (колоратурное сопрано).

## Биография
Училась оперному вокалу у матери Элизабет Хальштейн. Дебютировала в 1957 году в оперном театре Пассау (Мюзетта в опере Пуччини «Богема»). В 1961—1973 годах — солистка Баварской государственной оперы. В 1962 году пела Царицу ночи («Волшебная флейта» В. А. Моцарта) на открытии (после долгого кризиса и реконструкции) венского театра Ан дер Вин. 
Гастролировала в Немецкой опере (Берлин), Гамбургской опере, Венской государственной опере, в венецианском театре «Ла Фениче», в театре «Колон» (Буэнос-Айрес, 1962), в лондонском «Ковент-Гардене» (с оркестром под руководством О. Клемперера). 
Участвовала в международных музыкальных фестивалях, в том числе, неоднократно в Зальцбургском фестивале, где дебютировала в 1960 году.
В 1979—2006 годах преподавала оперный вокал (профессор) в Высшей школе музыке Вюрцбурга, затем давала мастер-классы вокала в Германии и за рубежом.
Хальштейн отличает точность вокальной интонации во всём — чрезвычайно широком (от соль-диез малой октавы до си-бемоль третьей) — диапазоне, виртуозная техника, строгая исполнительская дисциплина. Репертуар широкого диапазона — от Г. Ф. Генделя до Р. Штрауса и С. С. Прокофьева. Среди партий — Царица ночи («Волшебная флейта» Моцарта, излюбленная партия Хальштейн), Констанца («Похищение из сераля» Моцарта), Джильда («Риголетто» Дж. Верди), Виолетта («Травиата» Верди), Софи («Кавалер розы» Р. Штрауса), Сюзанна («Свадьба Фигаро» Моцарта), Цербинетта («Ариадна на Наксосе» Р. Штрауса), Аминта («Молчаливая женщина» Р. Штрауса), Олимпия («Сказки Гофмана» Ж. Оффенбаха), Нинетта («Любовь к трем апельсинам» С. С. Прокофьева), Изабелла («Итальянка в Алжире» Дж. Россини), Марцеллина («Фиделио» Л. ван Бетховена), Фьордилиджи Деспина («Так поступают все» Моцарта) и других.
Хальштейн — участница премьер оперы Х. В. Хенце «Бассариды» (Зальцбург, 1966) и его же кантаты «Being Beauteous» (1964). Пела также в оперетте («Летучая мышь» И. Штрауса, «Im weißen Rößl» Р. Бенацки). Играла (Габриела) и пела в экранизации оперетты Штрауса «Венская кровь» (ZDF / ORF, 1972). 
В поздние годы выступала в концертах в камерном репертуаре (романсы и песни преимущественно австрийских и немецких композиторов XVIII — XX веков). 
Представительная подборка (4 CD) аудиозаписей Хальштейн выпущена на лейбле Membran в 2005 году.